# Liquid Paper

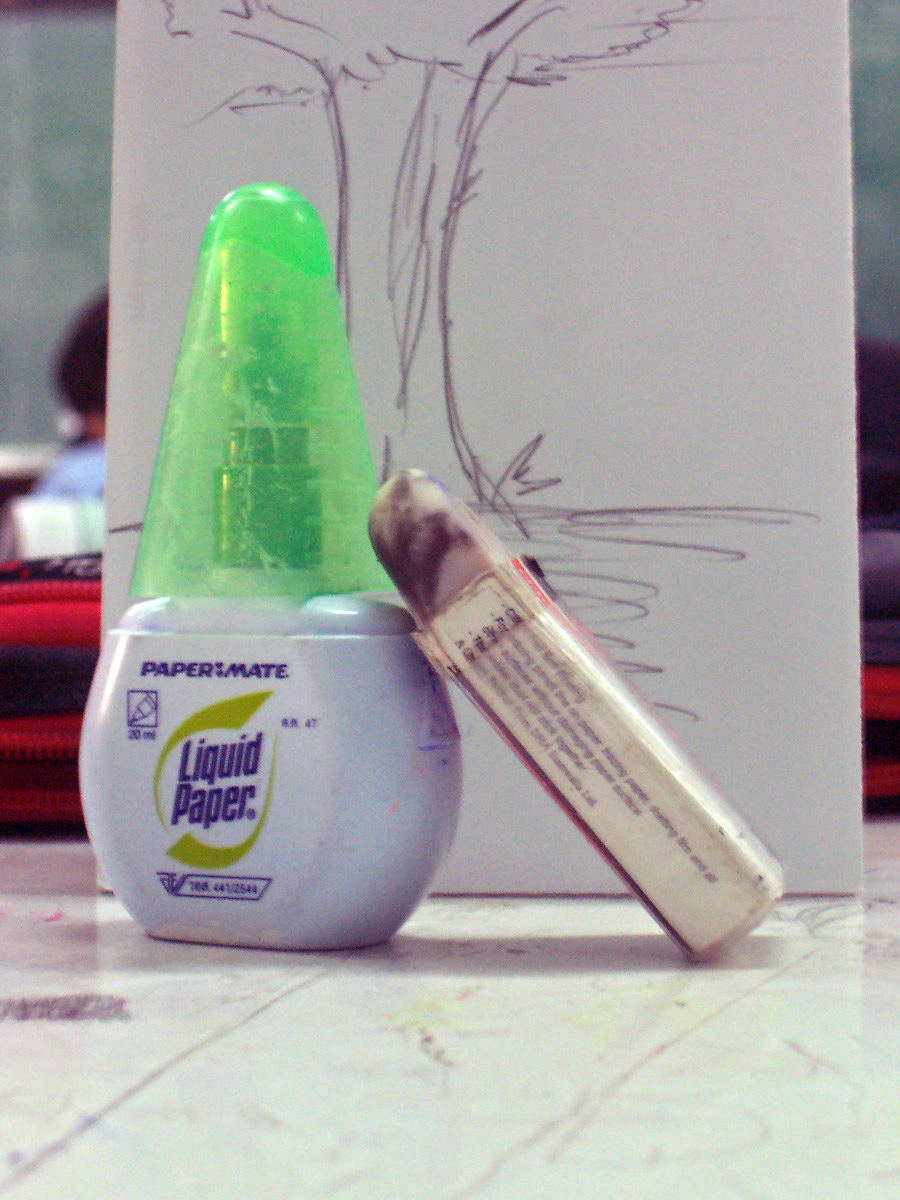
Diversos productes de Liquid Paper.

Liquid Paper és una marca comercial de corrector líquid opac, el qual s'usa per a ocultar els errors en un paper sense escriure de nou la fulla sencera. Era molt important quan el material estava escrit amb màquina d'escriure, però s'ha utilitzat menys des de l'adveniment del processador de text. Va ser inventat per Bette Nesmith Graham el 1951 i originalment dit Mistake Out (fora els errors). Graham era una mecanògrafa que va desenvolupar un tipus de pintura al tremp de color blanc a encobrir els seus errors. El seu primer lot va ser barrejat en una liquadora de cuina comuna. En la dècada de 1970, el producte estava disponible en altres colors, com el blau i verd, per al seu ús en formularis impresos en els colors. L'inventor del producte ofert a IBM, que es va reduir. Ella va vendre el producte, nomene Liquid Paper, de la seua casa durant 17 anys. El 1968, el producte era rendible i el 1979, va ser venut a la Global Gillette per $47,5 milions dòlars en regalies. Liquid Paper també es comercialitza en ploma. En el 2000, Liquid Paper i altres marques afins van ser adquirides per Newell Rubbermaid.